# Casa del Pont de Cabrianes
La Casa del Pont de Cabrianes és una obra neoclàssica de Vic (Osona) protegida com a Bé Cultural d'Interès Local.

## Descripció
Edifici entre mitgeres, de planta baixa, dos pisos superior i àtic. La planta baixa està constituïda com a basament amb un encoixinat corregut. Les obertures dels pisos superiors es distribueixen simètricament en eixos verticals i mantenen unes proporcions graduals en alçada. En tots els casos, es tracta de balcons volats amb baranes de ferro forjat i les obertures estan emmarcades en una senzilla motllura.